# 大分市立竹中中学校
大分市立竹中中学校（おおいたしりつ たけなかちゅうがっこう）は、大分県大分市大字竹中にある公立中学校である。

## 概要
本校の校区は、大分市の南部にある大南地区（旧大南町）の中でも南西部に位置しており、本宮山の東麓に、大野川の左岸とその支流の河原内川に沿って広がっている。
過疎化及び高齢化の進展によって生徒数は減少傾向にある。現在の全校生徒数は約50人で、大分市内で最も規模の小さい中学校となっている。2015年度（平成27年度）から小規模特認校制度が実施されており、通学区域外からの入学・転学が認められている。
本校の校区は竹中小学校と共通しており、本校への入学生は半分程度が竹中小学校の卒業生である。本校と竹中小学校は、運動会や遠足を共同で開催するなどの連携に取り組んでおり、2010年度（平成22年度）には大分市の連携型小中一貫教育モデル校の指定を受けている。
校区内に児童自立支援施設の大分県立二豊学園があり、2012年（平成24年）4月には同学園内に本校の分校が開校している。

## 沿革
- 1947年（昭和22年） - 大分郡竹中村立竹中中学校として開校。
- 1954年（昭和29年）4月 - 竹中村が合併により大南町となったのに伴い、大南町立竹中中学校となる。
- 1963年（昭和38年）3月 - 大南町が合併により大分市となったのに伴い、大分市立竹中中学校となる。
- 1982年（昭和57年）3月 - 中園台の新校舎（現校舎）に移転。
- 2012年（平成24年）4月 - 大分県立二豊学園内に大分市立竹中中学校二豊学園分校が開校。

## 校訓
- 自主
- 情操
- 規律

## 部活動
- バドミントン部

## 通学区域
竹中、端登の一部、河原内、安藤

## アクセス
- 鉄道：JR九州豊肥本線竹中駅から約1.6km。徒歩約25分。

## 著名な出身者
- 南こうせつ - 歌手